# Борис Джонсън
Алигзандър Борис де Пфефел Джонсън, по-известен като Борис Джонсън (на английски: Alexander Boris de Pfeffel Johnson), роден на 19 юни 1964 г., е британски политик и журналист, член на Консервативната партия, кмет на Лондон от 2008 до 2016 г., член на Камарата на общините (2001 – 2008, 2015—), министър на външните работи от 13 юли 2016 г. в първия и втория кабинет на Тереза Мей. На 24 юли 2019 г. е избран от консерваторите за министър-председател на Великобритания след подадената от Тереза Мей оставка през месец май същата година. На 7 юли 2022 г. подава оставка като лидер на Консервативната партия и министър-председател на Великобритания.
След оставката на Тръс през октомври 2022 г., Джонсън иска подкрепа, за да се кандидатира в последващите избори за ръководство на консерваторите и изглежда на второ място сред депутатите, но скоро обявява, че няма да участва. Той остава в Камарата на общините на задната скамейка.
Джонсън е противоречива фигура в британската политика. Поддръжниците му го хвалят като хумористичен, остроумен и забавен, с привлекателност, простираща се извън традиционните гласоподаватели на Консервативната партия. Обратно, критиците му го обвиняват в лъжа, елитаризъм, кронизъм и фанатизъм. Политическите позиции на Джонсън понякога са описвани като следващи консерватизма на една нация, а коментаторите характеризират политическия му стил като опортюнистичен, популистки, или прагматичен.

## Биография
Роден в Ню Йорк под името Аликзандър Борис де Пфефел Джонсън. В семейството са 4 деца, той е най-големият. По бащина линия е правнук на турския журналист и министър от началото на XX век Али Кемал бей. Учил е в Итън и Оксфорд. През студентските си години в Оксфорд е членувал в крайно затворения клуб „Бълингдън“ заедно с консерватора Дейвид Камерън.

## Журналистическа дейност
През 1987 г. постъпва като стажант във вестник „Таймс“, но след скандал е уволнен. Веднага започва работа като журналист в ежедневника „Дейли телеграф“ и пет години (1989 – 1994) е негов кореспондент в Брюксел, откогато датира и характерния за него евроскептицизъм. В периода 1994 до 1999 г. е заместник главен редактор и главен политически наблюдател на „Дейли телеграф“.
От 1998 г. започва да сътрудничи на програмата „Have I Got News for You“ на Би Би Си.
През 2000 г. Джонсън става редактор на списание „Спектейтър“.

## Политическа дейност
На изборите от 2001 г. е избран за депутат от Консервативната партия – изборен район Хенли, с което продължава семейната традиция (баща му Стенли Джонсън също е бил депутат). Бивш министър на висшето образование в кабинета в сянка на лидера на торите Дейвид Камерън. Един от най-разпознаваемите английски политици.

### Кмет на Лондон
Джонсън е кмет на Лондон между 2008 и 2016 г. С неговата победа консерваторите печелят кметското място за първи път от 2000 година. През май 2016 година го загубват отново след победата на Садик Кан от Лейбъристката партия.

## Външен министър
Министър на външните работи на Обединеното кралство в първия (юли 2016 г.) и втория кабинет на Тереза Мей.

## Министър-председател
Първият мандат на Борис Джонсън като министър-председател на Обединеното кралство започва на 24 юли 2019 г. с приемането от негова страна на поканата на кралица Елизабет II да сформира нова администрация. Джонсън поема поста на лидер на Консервативната партия след обявяването на резултатите от изборите за ново ръководство на 23 юли 2019 г., а с това автоматично получава назначението на премиер. Вторият му мандат започва на 16 декември 2019 г., три дни след аудиенцията му с кралица Елизабет II, с която тя го кани да сформира нова администрация след проведените общи избори на 12 декември 2019 г., спечелени от Консервативната партия с убедително мнозинство от 80 места. Въпреки че полага усилия да предотврати подобно развитие, на 7 юли 2022 г. Джонсън подава оставка като министър-председател на Обединеното кралство в отговор на историческо масово напускане на министри и други ключови фигури от неговото правителство и натиска на дългогодишни съюзници на партията за оттеглянето му от поста.

### Първи мандат (юли – декември 2019)
На 24 юли 2019 г., денят след избирането на Джонсън за лидер на Консервативната партия, кралица Елизабет II приема оставката на Тереза Мей и назначава Джонсън за министър-председател. Това прави Джонсън вторият министър-председател, роден извън Британските острови, след Ендрю Бонар Лоу, и първият, роден извън британските територии. Джонсън назначава Доминик Къмингс, с когото работи по кампанията за Брекзит, за свой старши съветник.

### Политика за Брекзит
В първата си реч като премиер Джонсън заявява, че Обединеното кралство ще напусне Европейския съюз на 31 октомври 2019 г. със или без сделка и обещава да премахне ирландския предпазен механизъм от споразумението. Джонсън обявява намерението си да поднови преговорите по Брекзит, но те не са подновени веднага, тъй като ЕС отказва да приеме предварителното условие на Джонсън за премахване на предпазния механизъм. Впоследствие правителството обявява финансиране от £2,1 милиарда за подготовка за Брекзит без сделка на 31 октомври. На 28 август 2019 г. преговарящите от Обединеното кралство и ЕС се споразумяват да подновят редовните срещи за обсъждане на споразумението за Брекзит.
Същия ден на Джонсън обявява, че е поискал от кралицата да отложи откриването на парламента с една седмица за 10 септември, стеснявайки прозореца, в който парламентът да може да блокира Брекзит без сделка, предизвиквайки политическа буря. Кралицата приема и сесията е планирана да започне на 10 септември и да продължи до 14 октомври. Някои предполагат, че това се равнява на самопреврат и на 31 август 2019 г. се провеждат протести в малки и големи градове в Обединеното кралство. Към 2 септември 2019 г. са в ход или са планирани три отделни съдебни дела, оспорващи действията на Джонсън, а на 11 септември трима шотландски съдии постановяват, че отлагането на сесията на парламента на Обединеното кралство е незаконно. На 12 септември Джонсън отрича да е излъгал кралицата, докато съдът в Белфаст отхвърля твърденията, че плановете му за Брекзит ще окажат отрицателно въздействие върху мирната политика на Северна Ирландия. На 24 септември Върховният съд постановява единодушно, че молбата на Джонсън към кралицата за отлагане на сесията е незаконосъобразна и следователно отлагането е обявено за нищожно и без ефект.
Когато парламентът възобновява работата си на 3 септември 2019 г., Джонсън посочва, че ще свика общи избори съгласно Закона за парламентите с фиксиран мандат, след като депутатите от опозицията и бунтовните консерватори гласуват успешно срещу правителството, за да поемат контрола върху работата на парламента и да предотвратят излизане без сделка. Въпреки съпротивата на правителството, Камарата на общините приема т.нар. „Закон на Бен“ за блокиране на излизане без сделка на 4 септември 2019 г., което кара Джонсън да предложи провеждане на общи избори за 15 октомври. Неговото предложение не успява да осигури подкрепата на две трети от Камарата и не се приема.
През октомври 2019 г., след двустранни разговори между Джонсън и ирландския министър-председател Лео Варадкач, Обединеното кралство и ЕС се споразумяват за преразгледана сделка, която заменя предпазния механизъм с нов протокол за Северна Ирландия.
През декември 2019 г. Джонсън казва: „доста голям брой хора, идващи от целия ЕС – 580 милиона население – [бяха] в състояние да се отнасят към Обединеното кралство така, сякаш то всъщност е собствената им страна и проблемът с това е, че не е имало никакъв контрол“. Съоснователят на The 3 Million обвинява Джонсън в „демонизиране“ на мигрантите от ЕС.

### Първи кабинет
Джонсън назначава своя кабинет на 24 юли 2019 г. като освобождава 11 висши министри и приема оставката на други шестима. Масовото уволнение е най-мащабната следвоенна реорганизация на кабинета без промяна в управляващата партия, надхвърляйки седемте министри от кабинета, уволнени в „Нощта на дългите ножове“ от 1962 г.
Сред другите назначения на Джонсън е Доминик Рааб, който става първи държавен секретар и външен министър, назначени са Саджид Джавид и Прити Пател съответно за министър на финансите и министър на вътрешните работи. Джонсън увеличава броя на министрите, присъстващи на кабинета, до 33, четирима повече, отколкото присъстват в кабинета на Мей. Една четвърт от назначените са жени, а кабинетът поставя рекорд за представителство на етническите малцинства, като четирима държавни секретари и двама допълнителни министри са от малцинствен произход. Близо две трети от назначените са учили в платени училища, а почти половината са посещавали Оксбридж. Джонсън също създава нова министерска роля, която да бъде изпълнявана от самия него, министър на Съюза, изпълнявайки предизборно обещание, което е направил при изборите за лидерство в партията.

### Разходни планове
Малко след като става министър-председател, правителството на Джонсън обявява увеличени разходи в публичния сектор. По-конкретно, е обявено, че ще бъдат наети допълнителни 20 000 полицаи, въвеждането на високоскоростен широколентов достъп ще бъде ускорено, финансирането на ученик ще бъде увеличено до минимум £5 000 и £1,8 милиарда за надстройки и ново оборудване в болниците. £1 милиард от парите за болниците са пари, които доставчиците на NHS са спестили през последните три години и след това им е казано, че не могат да харчат, а не са нови пари. Финансовия министър Саджид Джавид също обявява, че прегледът на разходите ще бъде ускорен до септември. Джавид казва, че това е така, за да могат отделите да имат свобода да планират спрямо планираната дата за Брекзит 31 октомври 2019 г., но има спекулации, че увеличените разходи ще спечелят популярност в подготовката за евентуални избори през есента на 2019 г.

### Общи избори, 2019 г.
През октомври 2019 г. парламентът е разпуснат и изборите са насрочени за 12 декември. Изборите довеждат до победа на Консервативната партия с 43,6% от гласовете и убедително мнозинство в парламента от 80 места – най-голямото от 1987 г. насам при Маргарет Тачър. Ключов лозунг, използван в кампанията на консерваторите, е тяхното обещание „Да завършим Брекзит“.

### Втори кабинет
Джонсън променя своя кабинет на 13 февруари 2020 г. Петима министри от кабинета са уволнени, включително секретарят на Северна Ирландия Джулиан Смит, решение, което е критикувано от няколко политици и коментатори след успеха на Смит при възстановяването на децентрализираното правителство на Северна Ирландия. Министърът на финансите Саджид Джавид подава оставка, след като отхвърля искането на Джонсън и Доминик Къмингс да уволни своите съветници. Джавид е заменен от Риши Сунак; По-късно Джавид се връща в кабинета на Джонсън като министър на здравеопазването и социалните грижи през юни 2021 г. след оставката на Мат Хенкок.
Джонсън извършва ново преустройство на своя кабинет през септември 2021 г. Промените включват уволнението на министъра на образованието Гавин Уилямсън, който получава значителни критики за справянето си с прекъсването на образованието, като спора за оценяването на изпитите през 2020 г. по време на пандемията от COVID-19. Доминик Рааб е преместен от министър на външните работи на постовете заместник министър-председател и министър на правосъдието, заменяйки Робърт Бъкланд в последната роля. Рааб е заменен като външен министър от Лиз Тръс.

### Оттегляне на Доминик Къмингс и Лий Кейн
На 12 ноември 2020 г. директорът по комуникациите на Даунинг стрийт 10 Лий Кейн подава оставка на фона на вътрешни борби в кабинета. Предложено му е повишение до началник-щаб преди заминаването му. На 13 ноември Джонсън нарежда на главния съветник Доминик Къмингс, дългогодишен колега на Кейн, да напусне Даунинг стрийт 10. Въпреки това в докладите се посочва, че Къмингс и Кейн ще продължат да работят от вкъщи за офиса на кабинета до средата на декември. Няколко месеца след уволнението си, на 26 май 2021 г., Къмингс заявява по време на седемчасови показания, дадени пред парламента, че Джонсън е „неподходящ за работата“ и че „десетки хиляди хора са загинали, които не е трябвало да умират“ по време на първите дни на пандемията от COVID-19 поради това, което той твърди, че е „престъпно, позорно поведение“ на Даунинг стрийт под надзора на министъра на здравеопазването Мат Хенкок. Джонсън и Хенкок отричат някои от твърденията на Къмингс, но отказват да признаят други, като например Къмингс, който твърди, че Джонсън се е опитал да омаловажи заплахата от COVID-19, като е казал, че „убива само 80-годишни“ по време на ранните етапи на пандемията.

### Законодателен дневен ред
На откриването на парламента на 11 май 2021 г. са обявени набор от предложени закони, които се очаква да бъдат приети по време на втория мандат на Джонсън. Тези мерки включват законопроекта за разпускане и свикване на парламента, който ще възстанови кралския прерогатив за разпускане на парламента; законопроект за висше образование (свобода на словото) за борба с деплатформирането[поясни] в университетите; законопроект за онлайн безопасността, който ще наложи законово задължение за грижа на онлайн компаниите и ще даде право на Ofcom да блокира определени уебсайтове; хуманно отношение към животните, законопроект, който законно ще признае чувствителността на животните. Допълнителни закони ще въведат задължителна идентификация на гласоподавателите по време на общи избори, ще реформират националната имиграционна система и ще приложат политика за изравняване, за да се намалят дисбалансите между областите.

### Енергийна криза, 2021 г.
През септември 2021 г. в Обединеното кралство настъпва криза с доставките на гориво, причинена от паническо купуване, предизвикано от медийни съобщения за изтекъл правителствен брифинг, обсъждащ недостига на шофьори на тежкотоварни автомобили. Това съвпада с покачването на цените на енергията, което според Джонсън е „краткосрочен“ проблем, причинен от „възвръщането на световната икономика“ след пандемията от COVID-19. Икономисти с различни политически възгледи и ръководителят на енергийния регулатор Ofgem категорично не са съгласни.

### Реч на партийната конференция, 2021 г.
На конференцията на Консервативната партия през октомври 2021 г. Джонсън е критикуван от Саймън Уолфсън, председател на Next plc, основен донор на партията и поддръжник на Брекзит. Уолфсън казва, че Джонсън не е успял да се справи с проблемите на веригата за доставки. Институтът Адам Смит описва речта на Джонсън като „бомбастична, но празна и икономически неграмотна“.

### Партигейт
В началото на декември 2021 г. се появяват съобщения, че социални събирания на служители на правителството и Консервативната партия на Даунинг стрийт са се състояли преди Коледа 2020 г. в разрез с разпоредбите за COVID-19. Джонсън и негов говорител отричат тези твърдения. След изтекъл видеоклип, показващ как служители на Даунинг стрийт се шегуват за „измислено парти“, на репетиция за пресконференция, записана дни след предполагаемото парти, Джонсън се извинява за съдържанието на видеото и предполага, че е бил подведен, но сега е наредил разследване дали е имало парти и дали са били нарушени правилата.
На 10 януари 2022 г. ITV News съобщава, че планирано парти се е състояло на 20 май 2020 г., по време на първия локдаун. ITV се е сдобила с имейл, изпратен от главния личен секретар Мартин Рейнолдс до персонала, който ги кани на „социално дистанцирани напитки“ в градината на Даунинг стрийт 10 и ги моли да „донесат свой собствен алкохол“. По това време на хората на открито не е позволено да се срещат с повече от един човек извън домакинството си. Двама очевидци по-късно твърдят, че Джонсън и Саймъндс са присъствали, което противоречи на изявлението на Джонсън през декември 2021 г., че не е имало „никакви партита“. В началото Джонсън не отрича, че е присъствал.
На 12 януари 2022 г. Джонсън се извинява на депутатите в Камарата на общините за „присъствието на събитие в градината на Даунинг стрийт по време на първото блокиране“, заявявайки, че смята, че това е „работно събитие“. Той казва, че депутатите трябва да изчакат резултата от независимото разследване за локдаун партита на Уестминстър, ръководено от висшия държавен служител Сю Грей, който според него „ще докладва възможно най-скоро“. Незабавно има призиви в Камарата Джонсън да подаде оставка, изразени главно от лидерите на опозиционните партии. По-късно лидерът на шотландските консерватори Дъглас Рос и няколко други консервативни депутати изразяват съгласието си.
На 19 януари депутатът от Източен Бъри Кристиан Уейкфорд дезертира от Консервативната партия и се присъединява към Лейбъристката партия. В края на въпросите на министър-председателя бившият консервативен министър Дейвид Дейвис призовава Джонсън да подаде оставка, цитирайки Лео Еймъри, призоваващ Невил Чембърлейн да подаде оставка по време на дебата за Норвегия през 1940 г., и казва: „Седяхте там твърде дълго за всичко добро, което сте направили. В името на Бог, тръгвайте." Призивът на Еймъри сам по себе си е препратка към освобождаването на парламента от Кромуел.
На 25 януари главният командир на столичната полиция, Кресида Дик, обявява, че започват разследвания на партитата на Даунинг стрийт. Дик заявява, че ще бъдат разгледани „потенциалните нарушения на разпоредбите за COVID-19“ на Даунинг стрийт и Уайтхол през последните две години.
Съкратена версия на доклада на Сю Грей за спора е публикувана на 31 януари. В него Грей стига до заключението, че има „провал на лидерството“ по отношение на събитията, които тя е проучила. Публикуването на пълния доклад е отложено в очакване на разследването на столичната полиция.
В началото на февруари 2022 г. четирима от старшите помощници на Джонсън подават оставки: Дан Розенфийлд (началник на щаба), Мартин Рейнолдс (главен частен секретар), Мунира Мирза (ръководител на политиката) и Джак Дойл (директор по комуникациите).
На 12 април 2022 г. Даунинг стрийт потвърждава, че на Джонсън ще бъде издадено известие за фиксирана глоба за £50, тъй като полицията смята, че е нарушил закона, като е нарушил разпоредбите на COVID-19, когато е посещавал партита по време на ограниченията заради COVID-19. Ще бъдат издадени най-малко 50 такива известия, като други получатели ще включват съпругата на Джонсън и министър Сунак. Следователно Джонсън става първият министър-председател в британската история, който е бил санкциониран за нарушаване на закона, докато е на поста. Борис Джонсън или съзнателно е нарушил закона, или не е разбрал законите, които самият той е въвел.
Според вътрешни лица от Даунинг стрийт, Джонсън е участвал в организирането на парти по случай напускането на Лий Кейн. Това, което започва като напитки в пресофиса, се превръща в парти, след като Джонсън пристига, изнася реч и налива напитки на персонала. Заместник-лидерът на лейбъристите Анджела Рейнър казва: „Ако последните доклади са верни, това би означавало, че не само премиерът е посещавал партита, но е имал пръст в подстрекаването на поне едно от тях. Той умишлено е подвел британския народ във всеки ход. Премиерът унижи длъжността си."
На 19 април 2022 г. председателят на Камарата на общините Линдзи Хойл решава, че депутатите ще гласуват на 21 април дали Джонсън трябва да бъде отнесен до парламентарната комисия по привилегиите, за да разследва дали той съзнателно е подвел парламента.
Стив Бейкър казва, че „удивителното разкаяние на Джонсън... е продължило толкова дълго, колкото е необходимо, за да се измъкне от кабинета на директора“. Бейкър добавя: „Трябва да призная, че ако министър-председателят заемаше друга длъжност с висша отговорност... той отдавна щеше да си отиде.“
След местните избори през май 2022 г. в Обединеното кралство, много водещи консерватори в области, където консерваторите са се справили зле, обвиняват Джонсън и призовават Джонсън да подаде оставка.
На 1 юни лорд Гайд казва, че иска Джонсън да обясни защо смята, че известието му за фиксирано наказание не показва, че е нарушил министерския кодекс.
На 6 юни Греъм Брейди обявява, че прагът за гласуване за лидерството на Джонсън е преминат; гласуването е насрочено за по-късно същия ден.

### Нови болници
По време на предизборната кампания в Обединеното кралство през 2019 г. и много пъти след това Джонсън обещава да построи 40 нови болници до 2030 г. Повечето от заявените „нови“ болници обаче не са напълно нови болници, а вместо това са нови крила или ремонт на съществуващи болници и само шест ще бъдат завършени до 2025 г. През юли 2022 г. Сметната палата обявява разследване за достъпността на залога и изразява опасения относно твърдението, че болниците ще бъдат „нови“.

### Вот на доверие
В седмицата преди и по време на платинения юбилей на Елизабет II през юни 2022 г. се спекулира, че в близко бъдеще може да има вот на доверие за ръководството на Джонсън в Консервативната партия. На 6 юни 2022 г. Консервативната партия обявява, че Джонсън ще бъде изправен пред вот на доверие в неговото ръководство на партията, след като най-малко 54 консервативни депутати написват писма с искане за вот на недоверие до сър Греъм Брейди, председател на т. нар. „Комитет 1922“, достигайки необходимия праг за организиране на такова гласуване. Джонсън печели вота с 211 „за“ и 148 „против“ (59% „за“, 41% „против“). Броят на противниците му обаче е по-голям от очакваното. Гласуването показва по-широка липса на доверие в Джонсън, отколкото подобни гласувания по време на ръководството на Маргарет Тачър и Тереза Мей. Резултатът е описан от Киър Стармър като „началото на края“ за премиерския пост на Джонсън.

### Частични избори през юни
След тежките поражения на консерваторите на междинните избори на 23 юни в Уейкфийлд от Лейбъристката партия и в Тивъртън и Хонитън от Либералдемократите, бившият лидер на партията Майкъл Хауърд призовава Джонсън да подаде оставка, като казва: „Най-големият актив на [г-н Джонсън] винаги е бил способността му да печели гласове, но се страхувам, че вчерашните резултати показват ясно, че той вече няма тази способност.“
Оливър Доудън, съпредседателят на Консервативната партия, подава оставка с думите: „Не можем да продължим както обикновено“ и „Някой трябва да поеме отговорност“. Джонсън обявява, че няма намерение да се променя или да подава оставка; висши консерватори го обвиняват във все по-„заблудено“ поведение. На 26 юни 2022 г. Джонсън казва: „В момента обмислям активно третия мандат и какво може да се случи тогава, но ще го прегледам, когато стигна до него.“ Той също така твърди, че възнамерява да остане като министър-председател до средата на 2030-те, но по-късно казва, че се е пошегувал.

### Скандалът Пинчър
Заместник-началникът на правителството Крис Пинчър подава оставка на 30 юни 2022 г., заявявайки, че е „пил твърде много“ предната вечер в Карлтън Клъб, частен клуб за членове, в Сейнт Джеймс, Лондон, и е „засрамил себе си и други хора“. По-късно се твърди, че той е извършил сексуално насилие над двама мъже и той е изключен като депутат от Консервативната партия. На 3 юли 2022 г. се появяват шест нови обвинения срещу Пинчър, включващи поведение в продължение на десетилетие.
Твърди се, че Джонсън нарича Пинчър „удобен“, а Къмингс казва, че Джонсън се пошегувал за него като „Пинчър по име, пинчър по природа“ през 2020 г., което довело до призиви Джонсън да обясни колко знае за поведението на Пинчър. Министрите първоначално казват, че Джонсън не е знаел за никакви конкретни оплаквания срещу Пинчър. След това BBC съобщава обаче, че официална жалба и последващо разследване на Пинчър, докато той е бил във външното министерство (юли 2019 г. до февруари 2020 г.), са потвърдили неправомерното му поведение и че Джонсън е бил уведомен за въпроса по това време. Сър Саймън Макдоналд, бивш постоянен заместник-държавен секретар по външните работи, по-късно казва, че министър-председателят е бил информиран „лично“ за Пинчър.

### Масови оставки
На 5 юли Сунак и Джавид подават оставки в рамките на минути един от друг, последвани през следващите 24 часа от 11 други министри, както и консервативни депутати на позиции в правителството, включително главния адвокат Алекс Чалк; други редови консервативни депутати също оттеглят подкрепата си за Джонсън. Много от замесените депутати заявяват, че аферата Пинчър ги е накарала да променят мнението си относно пригодността на Джонсън да заеме длъжността министър-председател. Освен това на 6 юли е съобщено, че Джонсън може да се изправи пред друг вот на доверие, като членовете на „Комитета 1922“ обмислят промяна на правилата още същата вечер, за да позволят това да се случи. До 16:00 на 6 юли е имало общо 31 оставки. Към май 2022 г. правителството се състои от 122 министри.

### Съобщение за оставка
До сутринта на 7 юли новоназначеният министър на финансите Надхим Захауи публично изразява убеждението си, че Джонсън трябва да подаде оставка. В рамките на часове BBC и други новинарски издания съобщават за намерението на Борис Джонсън да подаде оставка като министър-председател, в очакване на избори за партийно ръководство до есента на 2022 г. Джонсън обявява оставката си в 12:30. След съобщенията за оставката му лирата стерлинг временно се засилва в стойността си и акциите в Обединеното кралство се повишават. Той остава министър-председател до септември, докато Консервативната партия избере нов лидер. По време на последните си въпроси към министър-председателя Джонсън казва „hasta la vista, baby“. На 5 септември 2022 г. е обявено, че Лиз Тръс е спечелила изборите за ръководство на консерваторите. Тя става министър-председател на следващия ден, след като е официално назначена от кралица Елизабет II в замъка Балморал. По време на прощалната си реч пред Даунинг стрийт 10 на 6 септември 2022 г. Джонсън споменава римския държавник Луций Квинкций Цинцинат. Някои коментатори отбелязват, че макар Цинцинат да се връща към ралото си, той по-късно отново идва на власт. Като бивш министър-председател Джонсън, със съпругата си Кери, има почетно място на държавното погребение на кралица Елизабет II на 19 септември 2022 г.

## След премиерството
След като се оттегля като лидер на партията, Джонсън отново става обикновен депутат от задната скамейка. След смъртта на кралица Елизабет II, Джонсън участва в Съвета по възкачването на Чарлз III и много други събития, свързани с погребението.
След като Лиз Тръс обявява оставката си като лидер на Консервативната партия на 20 октомври 2022 г., Джонсън търси подкрепа от депутатите, за да се кандидатира на следващите избори за лидерство, и получава подкрепа от няколко членове на кабинета. Три дни по-късно той обявява, че няма да се кандидатира, заявявайки, че няма да има достатъчно парламентарна подкрепа, за да управлява ефективно.

## Отличия
- Почетен доктор по право на Университета „Брунел“ в Лондон, 2007[10]
- Почетен член на Кралския институт на британските архитекти[11] 2011[12]
- Почетен гражданин на Одеса (2022)[13].